# Hamartina
Proteína 1 de Esclerose Tuberosa, também conhecida como hamartina ou TSC1, é uma proteína humana e gene.
Esta proteína da membrana periférica foi implicada como uma supressora de tumores. Também pode estar envolvida no transporte vesicular, em complexo com TSC2. Defeitos neste gene podem causar esclerose tuberosa, devido a um prejuízo funcional do complexo de hamartina-tuberina. Defeitos em TSC1 também podem ser uma causa de displasia cortical focal.